# Після потопу (картина)
«Після потопу» (англ. After the Deluge), відома також як «Сорок перший день» (англ. The Forty-First Day) — картина англійського художника-символіста Джорджа Фредеріка Воттса. Незавершена версія картини була представлена публіці під назвою «Сонце» (англ. The Sun) у 1886 році, завершена — у 1891 році.
На картині зображена сцена з міфу про потоп, коли після 40 днів безперервного дощу Ной відкриває вікно свого ковчега і бачить, що дощ, нарешті, скінчився. Картина написана в формі стилізованого морського пейзажу, де крізь хмари раптово пробивається яскраве сонячне проміння. Раніше Воттс звертався до цього сюжету у картині 1878 року «Геній грецької поезії», однак у «Після потопу» підхід геть інший. Тут художник прагнув відобразити монотеїстичного Бога у момент творення, уникнувши безпосереднього зображення Творця.
Протягом своєї кар'єри Воттс написав багато робіт на тему потопу та очищення суспільства від негідних людей, вважаючи, що навколишній світ стане жертвою занепаду моральних цінностей. Незакінчена версія картини під спрощеною назвою «Сонце» була виставлена у 1886 році в церкві Святого Юди у Вайтчепелі, а протягом наступних п'яти років Воттс продовжив роботу над полотном. У 1891 році завершена версія картини під назвою «Після потопу» потрапила на виставку в Новій галереї в Лондоні, а в період з 1902 по 1906 рік експонувалася по всій країні. Незважаючи на схвальні відгуки сучасників про картину, Воттс не включив її в свій дар нації, оскільки не вважав цю роботу одним з найвизначніших своїх творів. У 1904 році, незадовго до смерті художника, картина була передана до галереї Воттса в Комптоні (боро Гілдфорд, графство Суррей, Англія), де перебуває на сьогодні.

## Контекст

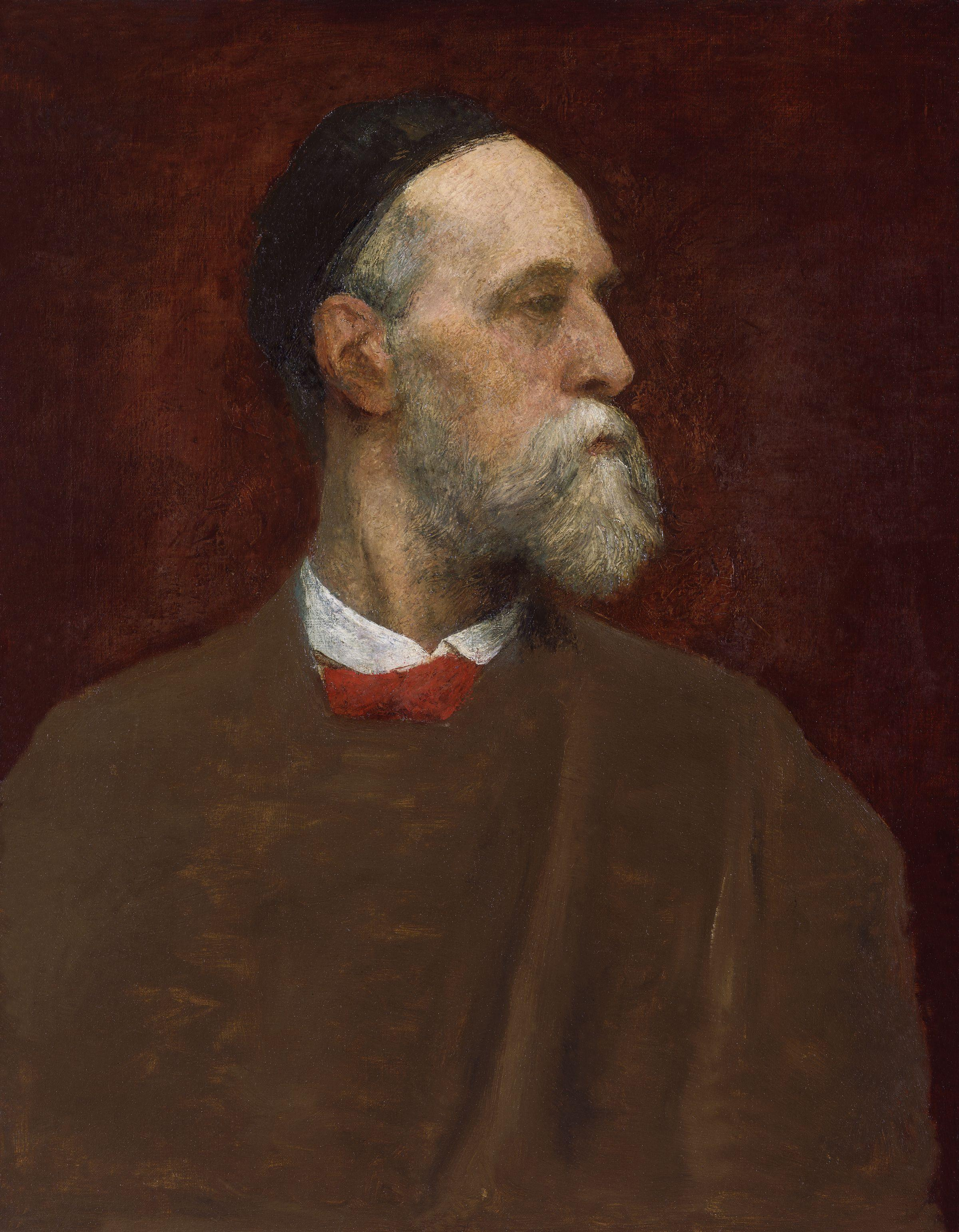
Джордж Фредерік Воттс, автопортрет, бл. 1879 року

Художник Джордж Фредерік Воттс описується критиками як один з «героїчних невдах» або як «дрібний і претензійний» представник британського мистецтва пізнього періоду Вікторіанської доби, який не зумів або не бажав приєднатися до жодної художньої течії: ні до шаблонних прерафаелітів, ні до занадто завзятих моралістів. Він народився у 1817 році в Лондоні в родині виробника музичних інструментів. Після смерті двох братів і матері в 1823 і 1826 роках відповідно, Воттс на все життя залишився одержимий ідеєю смерті. У віці 10 років він пішов підмайстром до одного скульптора і до 16 років настільки розвинув художній талант, що зміг заробляти на життя як гарний портретист. У віці 18 років Воттс став студентом школи Королівської академії, однак не злюбив методи навчання, тому заняття відвідував неохоче і зрідка. У 1837 році Воттс вперше виставив свою картину в Королівській академії. Роботи Воттса мали непоганий успіх, завдяки чому він зміг повністю присвятити все життя своїй найголовнішій пристрасті — живопису.
У 1843 році Воттс вирушив до Італії, де прожив наступні чотири роки. Після повернення в Лондон він поринув у стан депресії, що ознаменувався цілим циклом картин на похмурі теми. Майстерність Воттса отримала широке визнання, і 1856 року він вирішив зосередитися на портретному живописі. Портрети роботи Воттса також були надзвичайно високо оцінені, і в 1867 році він був удостоєний найвищої нагороди для художника того часу — обрання в члени Королівської академії. Такі почесті як, наприклад, лицарство, дарувалися лише президентам великих установ, а не художникам, нехай навіть найвідомішим. Однак Воттс швидко розчарувався порядках, що панували в Королівській академії. У 1870 році, коли Воттс вже був одним з найшанованіших художників в світі, він також став широко відомий своїми картинами на алегоричні й міфічні теми. У 1881 році він спорудив скляний дах на своєму будинку Літтл-Голланд-хаусі і відкрив його для публіки у вихідні дні, що принесло йому ще більшу популярність. У 1885 році всерйоз розглядалася можливість подання Воттса на звання пера. Він міг би стати першим художником, удостоєним такої честі, однак цього не сталося. У тому ж році він за особистою ініціативою відмовився від титулу баронета.

## Створення
І постійно вода спадала аж до десятого місяця. А першого дня десятого місяця завиднілися гірські вершки. І сталося по сорока днях, Ной відчинив вікно ковчегу, що його він зробив.
— Книга Буття 8:5—6.

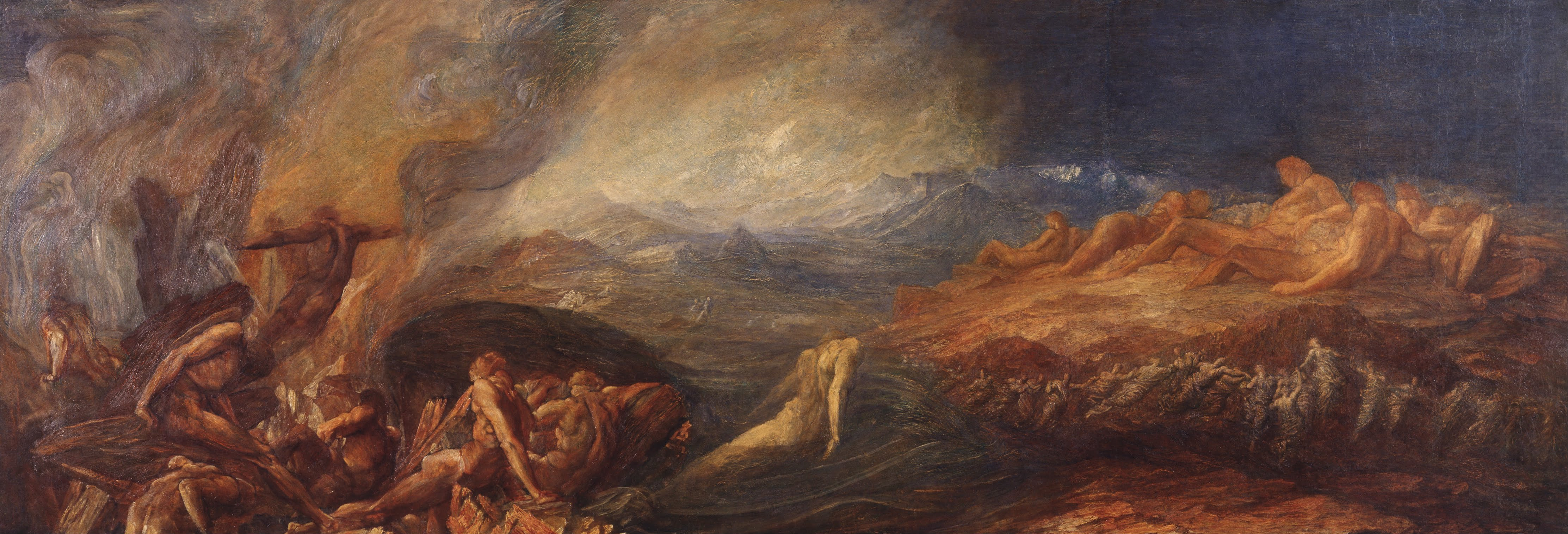
«Хаос» пензля Воттса

Зроблені у XIX столітті наукові відкриття в галузі космосу одночасно приголомшили і зачарували людей. Стара система вірувань, в якій людина була центром всесвіту, була скинута. Перед інтелектуалами постало завдання осмислити нові знання, водночас художники почали шукати новаторські образи для відображення досягнень науки. Для картини Воттс обрав сцену з міфу про потоп, в якій Ной відкриває вікно свого ковчега після 40 днів безперервного дощу і бачить, що дощ, нарешті, скінчився, проте вода ще не відхлинула. Художник закарбував момент, коли на 40-й день посеред похмурого неба вперше з'явилося яскраве сонце. Воттс був вихований суворим батьком, який сповідував євангельське християнство, й з самого дитинства глибоко незлюбив організовану релігію. Не дивлячись на це, він добре знав Біблію, а зображення Ноя і потопу часто зустрічаються в його картинах. Воттс твердо вірив в те, що в сучасному йому світі тяга до багатства ставиться вище соціальних цінностей, і що таке ставлення, описане художником як «лицемірне Завуалювання щоденних жертв, принесених цьому божеству», призведе колись до занепаду суспільства. На думку мистецтвознавця і фахівця з живопису вікторіанської епохи Гіларі Андервуд з Університету Суррея, Воттс писав так багато картин на тему життя Ноя тому, що, ймовірно, розглядав паралелі між сучасністю і давниною, які полягають в можливості очищення суспільства від виродженців і збереженні тих людей, хто як і раніше дотримується моральних норм. Воттс часто заявляв про те, що «я пишу ідеї, а не речі», тому для нього зображення природного пейзажу з його природною величчю було лише інструментом для відображення на картинах глибокого сенсу буття. Яскравим прикладом робіт Воттса того часу вважається написана 1882 року картина «Хаос», на якій видно, як сонце освітлює наслідки потопу. Джерелом натхнення для цієї роботи стали власні акварелі Воттса 1845 року із зображенням Апуанських Альп в Каррарі і Пізанської вежі. Водночас права сторона картини з гігантами, що відпочивають, і жінками, що танцюють, спочатку була окремою роботою під назвою «Титани» (1875).

## Композиція

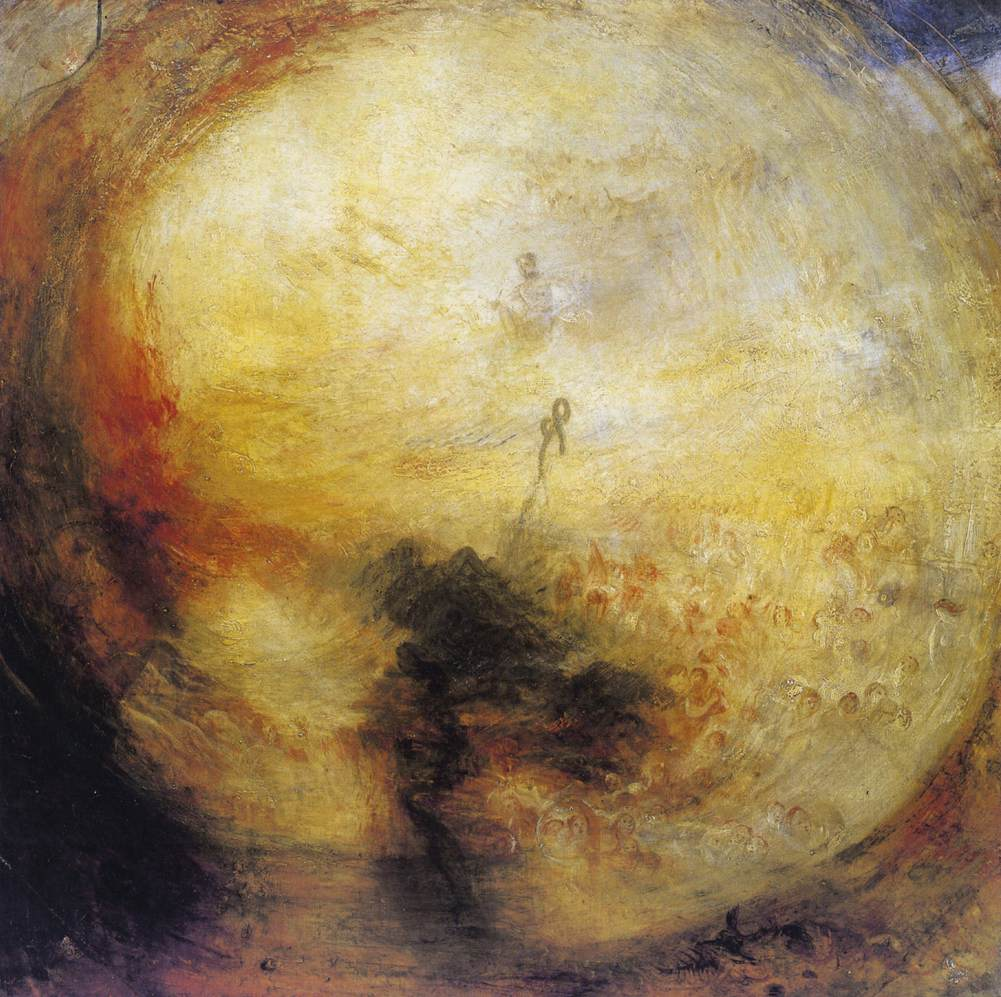
«Світло та колір» пензля Тернера

Картина написана олійними фарбами на полотні, а її розміри становлять 104 × 178 см. Композиційно робота належить до форми стилізованого морського пейзажу. Над просторами спокійного моря висить величезне сонце з яскравими променями, що висвітлюють навколишні хмари і ніби виходять за межі полотна, натякаючи на космічну енергію зірки. Композиція даної роботи Воттса тематично перегукується з картиною Вільяма Тернера під назвою «Світло і колір (теорія Гете) — Ранок після потопу — Мойсей пише Книгу Буття» (1843). Центром картини Тернера є сонячне коло, що випромінює яскраве світло, на фоні якого можна розгледіти обриси людських фігур, на відміну від роботи Воттса, де він впритул наблизився до чистого абстракціонізму.
У зв'язку з цим у 1910 році, вже після смерті художника, його вдова Мері Воттс згадувала:
| Відвідувач побачив Після потопу і зазначив, що, як він відчуває, в таку колірну схему цілком можна було вписати фігуру Творця. «Ні», відповів пан Воттс. «Але я дійсно хотів, щоб ті, хто дивиться на мою картину, уявили саме це. Руку Творця, який заново творить за допомогою світла і тепла. Я не намагався написати портрет сонця — таку річ не намалюєш — але я хотів справити на вас враження ідеєю його колосальної сили». Оригінальний текст (англ.) A visitor looking at After the Deluge remarked that into such a scheme of colour he felt it would not have been impossible to introduce the figure of the Creator. «Ah no», Mr. Watts replied. «But that is exactly what I could wish to make those who look at the picture conceive for themselves. The hand of the Creator moving by light and by heat to re-create. I have not tried to paint a portrait of the sun—such a thing is unpaintable—but I wanted to impress you with the idea of its enormous power». |

У певний момент своєї кар'єри Воттс цілковито зосередився на написанні картин з сюжетами на тему масштабних природних явищ та їх зв'язку з волею Божою. В акцентуванні уваги на сонці відбився його давній інтерес до даного небесного тіла як божественного символу. Наприклад, на картині «Жертвопринесення Ноя», написаної Воттсом у 1865 році, зображено як Ной приносить жертву сонцю в подяку за порятунок своєї родини від потопу. Цей інтерес Воттса до сонця, можливо, виріс зі знайомства художника з Максом Мюллером, який писав про солярні міфи.

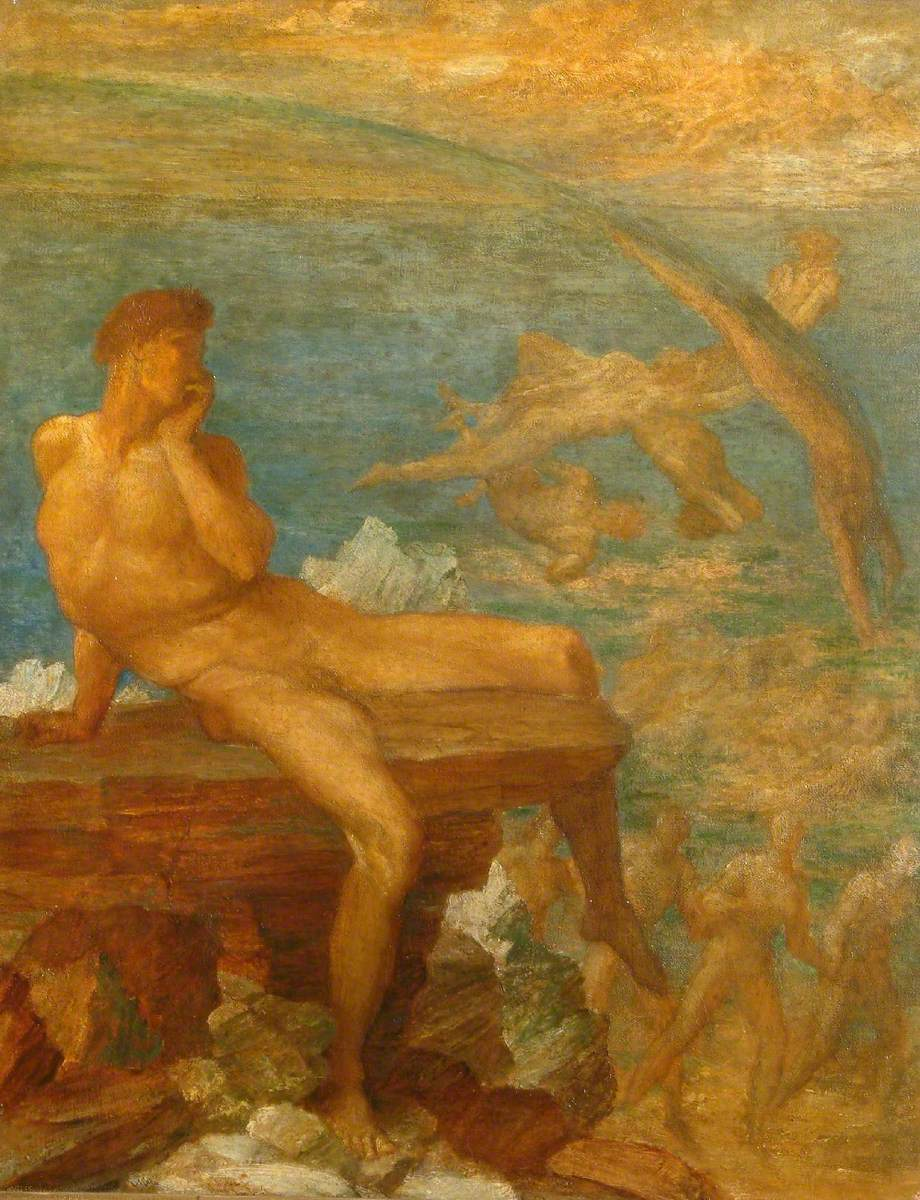
«Геній грецької поезії»

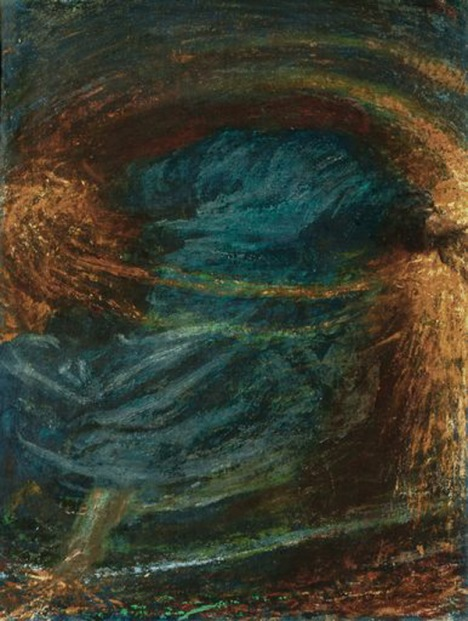
«Сіятель систем»

Зображення помаранчевого сонця над безмежним морем присутнє й на більш ранній картині Воттса під назвою «Геній грецької поезії», розпочатої художником у 1856 році під час відвідування Галікарнаса і закінченої аж у 1878 році. Водночас композиція даної роботи кардинально відрізняється від композиції картини «Після потопу». «Геній грецької поезії» відсилає глядача до ідеї пантеїзму — образи богів, серед яких виділяється значна фігура Генія, уособлюють сили природи і втілені в людській подобі. Натомість в картині «Після потопу» Воттс зобразив монотеїстичений образ світу, що проявився у величі і милості єдиного всемогутнього Бога, головного героя акту творення.
У 1902 році, незадовго до своєї смерті, Воттс повернувся до теми творця в картині «Сіятель систем», в яку в перший раз з усіх своїх робіт включив безпосереднє зображення Бога в позі, описаній художником як «значний тілорух, яким все, що існує, виткане». Ця робота, ймовірно, була написана під враженням від спостереження Воттса за зірками через телескоп Джеймса Саута і відбила захоплення художника астрономією.

## Історія картини
Незакінчена версія картини під назвою «Сонце» експонувалася у 1886 році в церкві Святого Юди у Вайтчепелі. Виставки такого роду спеціально влаштовували для неосвічених верств населення вікарій церкви Семюель Барнетт і його дружина Генріетта, які вважали себе «місіонерами цивілізації». Цими заходами Барнетт хотів привнести хоч якусь красу в життя бідних. Воттс часто і навмисно спрощував назви своїх робіт, що призначалися для таких виставок, винятком не стала і ця картина. Барнетт і Воттс були близькими друзями, і вікарій часто брав роботи художника для своїх виставок, а одного разу навіть прикрасив фасад церкви великою мозаїкою Воттса під назвою «Час, Смерть і Суд». Після цієї виставки Воттс ще протягом п'яти років працював над картиною.
Закінчена версія картини під назвою «Після потопу» була виставлена у 1891 році в Новій галереї в Лондоні. Також робота була відома як «Сорок перший день». На виставці в 1891 році, а пізніше і в 1897 році, теж в Новій галереї, поряд з картиною була розташована пояснювальна записка, можливо, як вважають критики, написана самим Воттсом:
| Трансцендентна сила світла і тепла проривається під час нового творіння; темрява розсіяна; вода, покірна вищій силі волі, вже розсіялася в безтілесні тумани і пішли з поверхні землі. Оригінальний текст (англ.) A transcendent power of light and heat bursts forth to re-create; darkness is chased away; the waters, obedient to the higher law, already disperse into vapoury mists and pass from the face of the earth. |

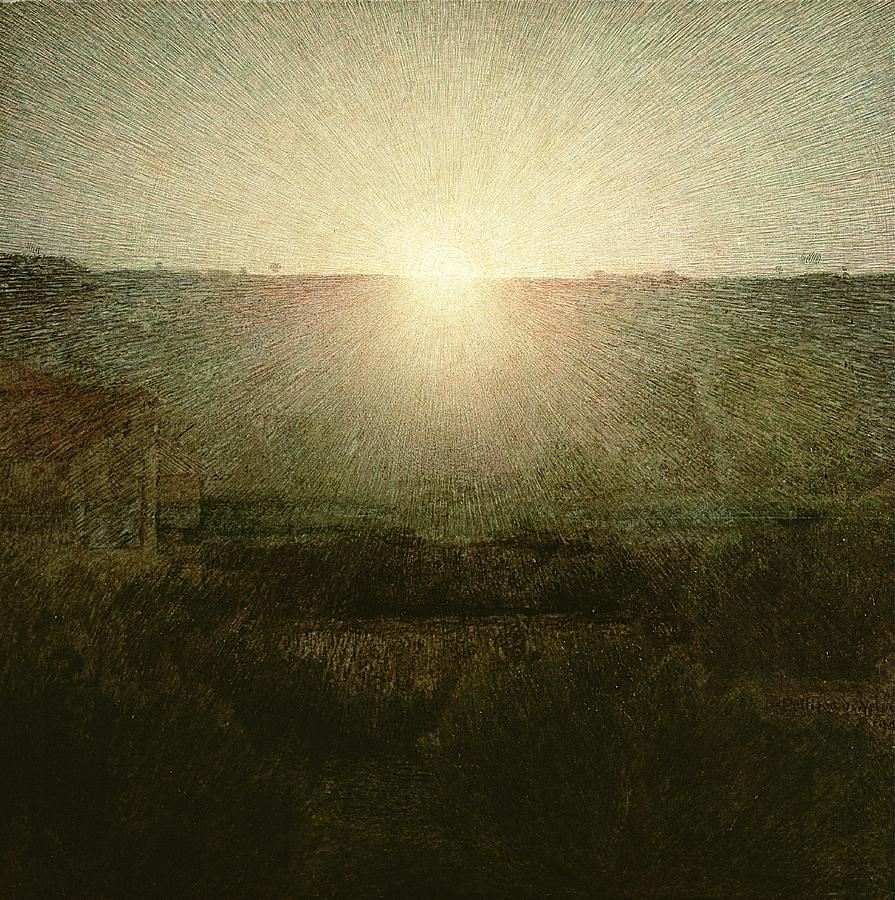
Схід сонця, Джузеппе Пелліцца да Вольпедо, (1904)

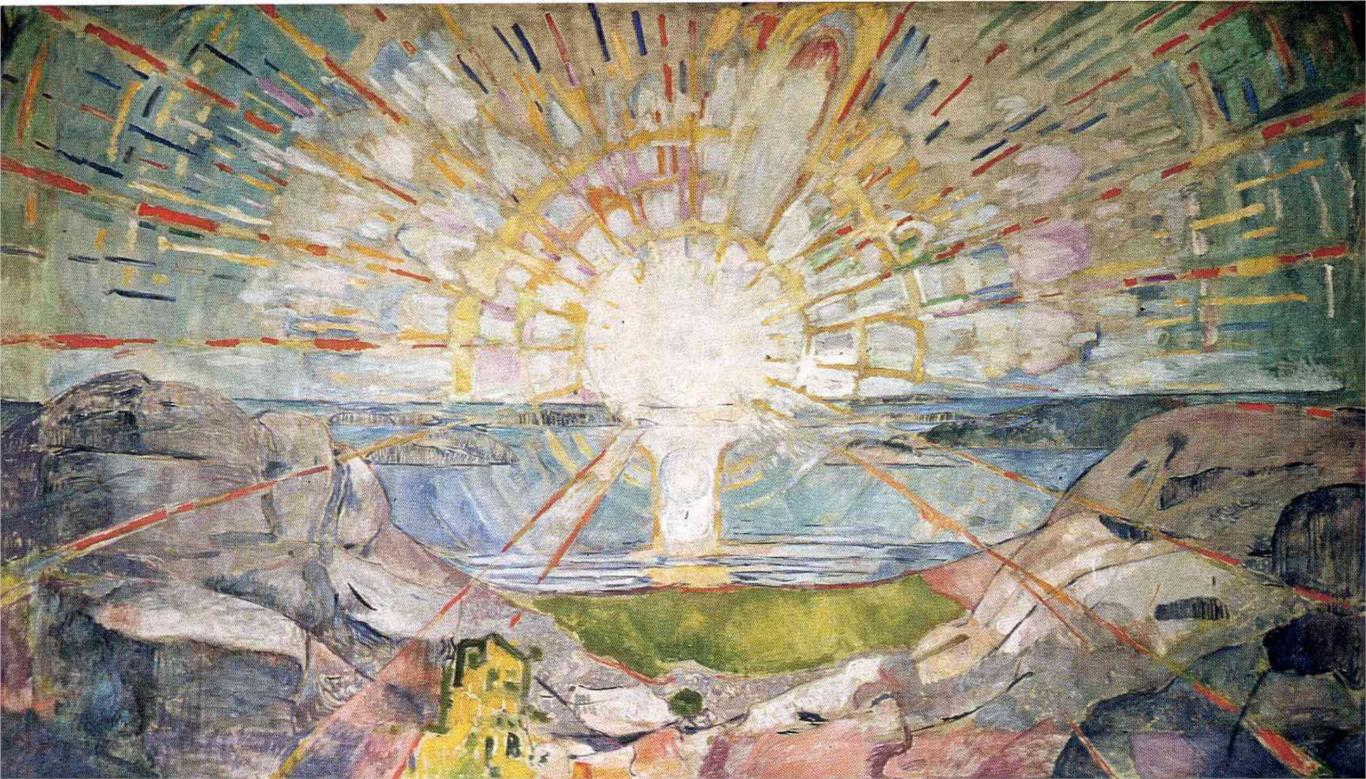
Сонце, Едвард Мунк (1911)

У період 1902 по 1906 рік картина виставлялася по всій країні, від Кірка і Единбурга, до Манчестера і Дубліна, в тому числі й у власній галереї Воттса в Літтл-Голланд-хаусі. У 1904 році, незадовго до смерті художника, робота була передана в щойно відкриту галерею Воттса в Комптоні (боро Гілдфорд, графство Суррей, Англія). Хоча протягом всієї своєї кар'єри Воттс писав виключно пейзажі, він не вважав такі роботи вершиною своєї творчості. Підтвердженням цього може служити той факт, що серед переданих художником в дар нації найбільш значущих полотен не було жодного пейзажу. З 1883 року Воттс передавав всі значні портрети в дар Національній портретній галереї. У 1886 році він передав 9 картин в музей Південного Кенсінгтона (нині Музей Вікторії і Альберта).
Ще 18 картин були подаровані до відкриття в 1897 році щойно створеної Національної галереї британського мистецтва (нині Британська галерея Тейт), а пізніше Уоттс передав туди ще 5 своїх робіт [29]. У підсумку, в число 23 подарованих галереї Тейт робіт увійшли картини «Всепроникний», «Хаос», «Клітія», «Суд смерті», «Смерть коронує невинність», «Ломові коні», «Мешканець підвалу», «Каяття Еви», «Віра», «У нього були великі володіння», «Надія», «Іона», «Любов і смерть», «Любов і життя», «Любов торжествує», «Мамона», «Посланець», «Мінотавр», «Она будет называться женою», «Sic Transit», «Дух християнства», «Час, Смерть і Суд».
Як наслідок, картина «Після потопу» не увійшла до числа найбільш відомих творів Воттса, хоча була дуже високо оцінена сучасниками та іншими художниками. Зокрема, у 1907 році художник Волтер Баєс писав, що «Після потопу» — це «свого роду пейзаж, який ми пов'язуємо з ім'ям пана Воттса, пейзаж, з якого був прибраний весь матеріал, що здається грубим, і запропонований залишок є свого роду сублімацією всіх можливих поетичних елементів природи». Деякі критики також вважають, що картина Воттса за два десятиліття, що минули після першої виставки, вплинула на роботи таких художників як Моріс Шабас, Джузеппе Пелліцца да Вольпедо і Едвард Мунк. Особливо можна виділити схожість художніх підходів Воттса і Вінсента Ван Гога, який в своїх роботах зображував безперервну зміну природи, що відбувається сама собою, незалежно від людської діяльності.